# يوريكو غوتيريس
يوريكو غوتيريس هو مقاوم وسياسي إندونيسي، ولد في 4 يوليو 1971 في Uatulari ‏ في تيمور الشرقية. نشط حزبياً في حزب الأمانة الوطنية.